# 小早川繁平
小早川繁平（1542年－1574年11月26日）是日本戰國時代武將。安藝的國人領主。沼田小早川氏當主。父親是小早川正平。

## 生平
在天文11年（1542年）出生，家中長男。天文12年（1543年），父親正平參加大內義隆的出雲尼子氏遠征（月山富田城之戰），在遭到大敗後並撤退時戰死，於是以年僅2歲繼承家督。因為過於幼少而不能執行政務，而且本身亦病弱，因此在天文12年（1543年）至天文13年（1544年）受到尼子晴久侵攻，不過家臣團籠城並最終將其撃退，而在天文13年（1544年）因為生病而目盲（一說沒有目盲），招致家中動揺。
大內義隆判斷病弱和眼盲的繁平不可能阻止尼子氏侵攻，天文19年（1550年），義隆和毛利元就介入，以與尼子氏內通，於是從居城高山城中被流放並拘禁。對此反對的家臣田坂全慶等人被誅殺，由此義隆令已經繼承竹原小早川氏的元就的三男小早川隆景與繁平的妹妹結婚，並在天文20年（1551年）令隆景繼承沼田小早川氏的家督。如此，兩小早川家再次統一，不過隆景與小早川氏之間沒有誕下兒子，實際上桓武平氏流小早川本家的血脈斷絕。
此後，繁平由毛利元就的計劃，剃髪出家，並進入教真寺度過餘生。在天正2年（1574年）死去。享年33歲。

## 登場作品
小說
- 转生竹中半兵卫！和一起转生的不知名武将一起在战国乱世活下去（双叶社、青山有著）